# Possessio
Possessio è un termine, che nel diritto romano sta ad indicare una situazione di possesso, generalmente costituita
- corpus: rapporto materiale con la res
- animus, intenzione di disporre di una res in maniera esclusiva.

## Vari tipi di possessio

### Possessio Naturalis
Viene definita possessio naturalis quel possesso caratterizzato dall'esistenza del solo corpus, senza animus: per questo viene spesso definita possessio corpore.
La mancanza dell'animus configurava un possesso a nome di altri, quindi di una Possessio alieno nomine.
Proprio per questo motivo, per la possessio naturalis non c'era alcun tipo di Tutela interdittale.

### Possessio ad interdicta
Si tratta di un genere di possessio contraddistinto dalla coesistenza dell'animus e del corpus.
La tutela era garantita dal ricorso ad Interdicta

#### Possessio ad interdicta sine animus possidendi
La possessio ad interdicta sine animus possidendi è la possessio, tutelata da interdicta, ma caratterizzata da un'assenza dell'animus possidendi.
Si tratta di una possessio anomala, caratterizzata dal solo corpus e prevista solo per tre figure particolari:

##### Precarista
In origine si trattava di colui che richiedeva tramite una preghiera (Preces) un appezzamento di terreno ad un gruppo familiare.
Successivamente il precarista era colui che "possedeva" un appezzamento di Ager publicus, di proprietà del Populus romanus, dietro pagamento di un canone (Vectigal).
La tutela interdittale si giustifica con la necessità di tutelare anzitutto il bene e, di conseguenza, il proprietario; mentre non era necessaria contro il precarista, per cui era sufficiente lo spossessamento.
Con l'estensione, da parte di Diocleziano del pagamento del Vectigal anche ai terreni non appartenenti all'Ager publicus determinerà l'accostamento della condizione del precarista a quella del dominus ex iure Quiritium.

##### Sequestratario
Il sequestratario che aveva l'assegnazione interinale di una res contesa in un processo.
La tutela interdittale si giustificava con l'esigenza di tutelare l'interesse (certo) del sequestratario, rispetto all'interesse (incerto) delle parti che avrebbero potuto ottenere, come non ottenere la res contesa.

##### Creditore Pignoratizio
Il Creditore pignoratizio era colui il quale riceveva una res a garanzia di un credito.
La tutela interdittale si giustifica con l'esigenza di rafforzare la aspettativa, ma soprattutto la garanzia creditoria che, con la possibilità di perdere la res in ogni momento, sarebbe risultata del tutto infondata

### Possessio Civilis
Si tratta della possessio convertibile in Dominium ex iure Quiritium, grazie all'esistenza di una Iusta Causa, rilevante iure civile (es. compravendita), dopo un determinato periodo di tempo che ne avrebbe determinato l'usucapio